# Biblioteka Ojców Kościoła
Biblioteka Ojców Kościoła – seria źródeł dotyczących antyku chrześcijańskiego ukazująca się w Krakowie od 1992 roku nakładem Wydawnictwa M. Jej redaktorem jest ksiądz prof. Józef Naumowicz.

## Tomy wydane w ramach serii
- Jan Chryzostom, Dialog o kapłaństwie, przekł. Wojciech Kania; wstęp Henri de Lubac, Marek Starowieyski; oprac. Marek Starowieyski, Kraków: „M” 1992.
- Pierwsza Księga Starców, Gerontikon, przekł. Małgorzata Borkowska; wstęp, oprac. i red. Marek Starowieyski, Kraków: „M” 1992.
- Pisma paschalne, z grec. przeł., wstępem i komentarzem opatrzył Stanisław Kalinkowski, Kraków: „M” 1992.
- Orygenes, Duch i ogień, wybór tekstów i wprowadzenie Hans Urs von Balthasar; przekł. na pol. i red. Stanisław Kalinkowski, przekł. z niem. Wincenty Myszor, przekł. fragm. z Filokalii Katarzyna Augustyniak, Kraków: Wydaw. WAM – Warszawa: Wydaw. Sióstr Loretanek 1995.
- Hieronim, Komentarz do Księgi Eklezjastesa, przekład i komentarz K. Bardski, Kraków: „M” 1995.
- Chrystus cierpiący. Pierwszy chrześcijański dramat grecki przypisywany św. Grzegorzowi z Nazjanzu, przeł. Jerzy Łanowski, wstęp i opracowanie Marek Starowieyski, Kraków: „M” 1995.
- Druga Księga Starców, Verba Seniorum, przekł. Marek Kozera; wstęp Marek Starowieyski, Lucien Regnault; oprac. Marek Starowieyski, Kraków: „M” 1996.
- Eucharystia pierwszych chrześcijan, red. Marek Starowieyski, Kraków: „M” 1997.
- Ambroży z Mediolanu, Listy, t. 1, przekł. i przyp. Polikarp Nowak; wstęp i oprac. Józef Naumowicz, Kraków: Wydawnictwo M 2012.
- Pierwsi świadkowie. Wybór najstarszych pism chrześcijańskich, przeł. Anna Świderkówna, wstępami opatrzył i opracował Marek Starowieyski, Sandomierz: Wydawnictwo Diecezjalne – Kraków: „M” 1998.
- Starcy spod Gazy. Wybór pism Barsanufiusza, Jana, Doroteusza z Gazy, tłumaczyła Małgorzata Borkowska, Kraków: „M” 1999.
- Pacjan z Barcelony, Dzieła, wstęp, przekład i opracowanie K. Bardski, Kraków: „M” 2000.
- Defensor z Ligugé, Księga iskierek, t. 1, przekład i opracowanie R. Wasiński, Kraków: „M” 2000.
- Cyryl Jerozolimski, Katechezy przedchrzcielne i mistagogiczne,  tł. Wojciech Kania; opatrzył wstępem Jacek Bojarski; oprac. Mateusz Bogucki, Kraków: „M”, 2000.
- Grzegorz z Nyssy, O naśladowaniu Boga: pisma ascetyczne, przeł. i oprac. Józef Naumowicz Kraków: „M” 2001.
- Ireneusz z Lyonu, Bóg w Ciele i Krwi, wybór i oprac. Hans Urs von Balthasar; tł. tekstu niem. oraz fragmentów z pism św. Ireneusza z greki i łac. Wincenty Myszor, Kraków: „M” 2001.
- Cezary z Arles, Homilie do Księgi Rodzaju ; Objaśnienie Apokalipsy św. Jana, przeł., wstępem opatrzył i oprac. Antoni Żurek, Kraków: „M” 2002.
- Filokalia. Teksty o modlitwie serca, wstęp, przekład i opr. ks. Józef Naumowicz, Kraków 2002.
- Jan Chryzostom, O małżeństwie, wychowaniu dzieci i ascezie, wstęp Józef Naumowicz, Jerzy Krykowski; oprac. Józef Naumowicz, Kraków: „M” 2002.
- Liturgie Kościoła prawosławnego, tł. Henryk Paprocki, Kraków: „M” 2003.
- Wielki Tydzień i święto Paschy w Kościele prawosławnym, tł. Henryk Paprocki, Kraków: „M” 2003.
- Ambroży z Mediolanu, Listy (36-69), t. 2, tł., przyp. i indeksy Polikarp Nowak; oprac. Józef Naumowicz, Kraków: Wydawnictwo M 2003.
- Bóg i zło: pisma Bazylego Wielkiego, Grzegorza z Nyssy i Jana Chryzostoma, wstęp, przypisy i przewodnik tematyczny Marie-Hélène Congourdeau; teksty grec. tł. Karolina Kochańczyk, Józef Naumowicz, Marta Przyszychowska; wyd. pol. oprac. Józef Naumowicz, Kraków: „M” 2003.
- Pierwsi apologeci greccy: Kwadratus, Arystydes z Aten, Aryston z Pelli, Justyn Męczennik, Tacjan Syryjczyk, Milcjades, Apolinary z Hierapolis, Teofil z Antiochii, Hermiasz, z jęz. grec. przeł., wstępami i komentarzami opatrzył Leszek Misiarczyk; wyd. pol. oprac. Józef Naumowicz, Kraków: „M”, 2004.
- Chrzest i pokuta w Kościele starożytnym : antologia tekstów I-III w., wybór, układ, wprow. i oprac. Jan Słomka, Kraków: Wydawnictwo „M” 2004.